# Народна скупштина Краљевине Србије (16 – 30. септембра 1903)
Народна скупштина, изабрана на изборима за народне посланике који су у целој земљи извршени 8. септембра 1903, састала се у ванредан сазив 16. септембра 1903. Избори су извршени на основу Устава из 1903, и по органским законима који су из њега проистекли, a дали су већину Народној радикалној странци. Народна радикална странка добила је на изборима 75 мандата (95.883 гласова), Самостална радикална странка 66 мандата (88.650 гласова), Народњаци 17 мандата (47.298 гласова), Напредна странка 1 мандат (15.958 гласова) и Социјалистичка странка 1 мандат (2.627 гласова). После избора скупштинских одсека и одбора за преглед пуномоћја Скупштина је изабрала стално председништво, па је за председника изабран Аца Станојевић, за I потпредседника Никола Николић, за II потпредседника Љубомир Давидовић, a за секретаре изабрани су Коста Тимотијевић, Милош Ћосић, Петар Стокић, Мијајило Радивојевић, Урош Ломовић, Милош Трифуновић и Мијајило Шкорић.
Дана 24. септембра одржана је свечана седница на којој је Краљ Петар прочитао пред Народном скупштином прву своју Престону беседу. Обраћајући се народним посланицима, Краљ Петар их је поздравио срдачном добродошлицом, као прве народном вољом слободно изабране посланике народа под његовом владом. Беседа наглашава да је Краљ, од првог свог ступања у земљу, „стао на земљиште чисте уставности које је једино савремено и спасоносно". Слога између Круне и Народа и разуман и истрајан рад на добру Отаџбине, наши су даљи покретачи. Беседа даље набраја законодавни рад који има да изврши Скупштина, a нарочиту пажњу посвећује спољнополитичким питањима и војној организацији земље. Напуштајући скупштинску седницу Краљ Петар је био бурно акламован од народних посланика.
Свршивши прве претходне послове око конституисања, избора одсека и верификације мандата, Скупштина се разишла па је ванредни сазив за 1903. закључен указом.